# Ivan Vasziljevics Tarakanov
Ivan Vasziljevics Tarakanov (oroszul: Иван Васильевич Тараканов , udmurtul: Иван Васильевич Тараканов; Pokrovszkij Urusztamak, 1928. július 2. – Izsevszk, 2015. március 9.) szovjet és orosz állampolgárságú nyelvész, az udmurt–tatár nyelvi kapcsolatok szakértője. Az Udmurt Pedagógiai Főiskola és az Udmurt Állami Egyetem udmurt nyelv és irodalom, s az udmurt és finnugor nyelvtudományi tanszékének vezetője volt.

## Életrajz

### Munkássága
Tarakanov élete során az udmurt nyelvjárásokkal és nyelvtörténettel foglalkozott, kifejezetten a hangtörténetre és a szókincsre. Részt vett az 1956-ban megjelent orosz–udmurt szótár készítésében.